# Moto Guzzi Normale

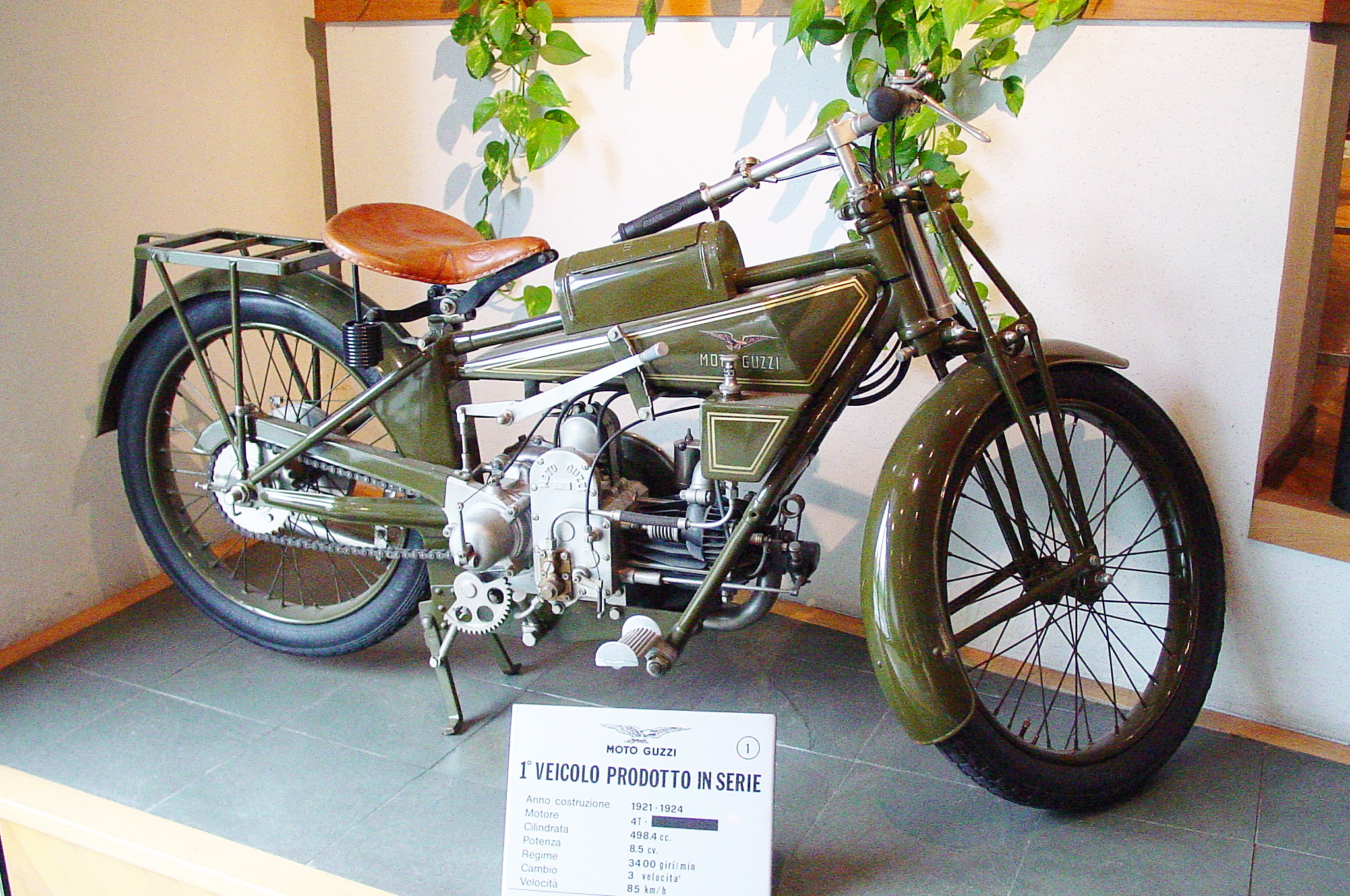
Moto Guzzi Normale (1921) im Werksmuseum

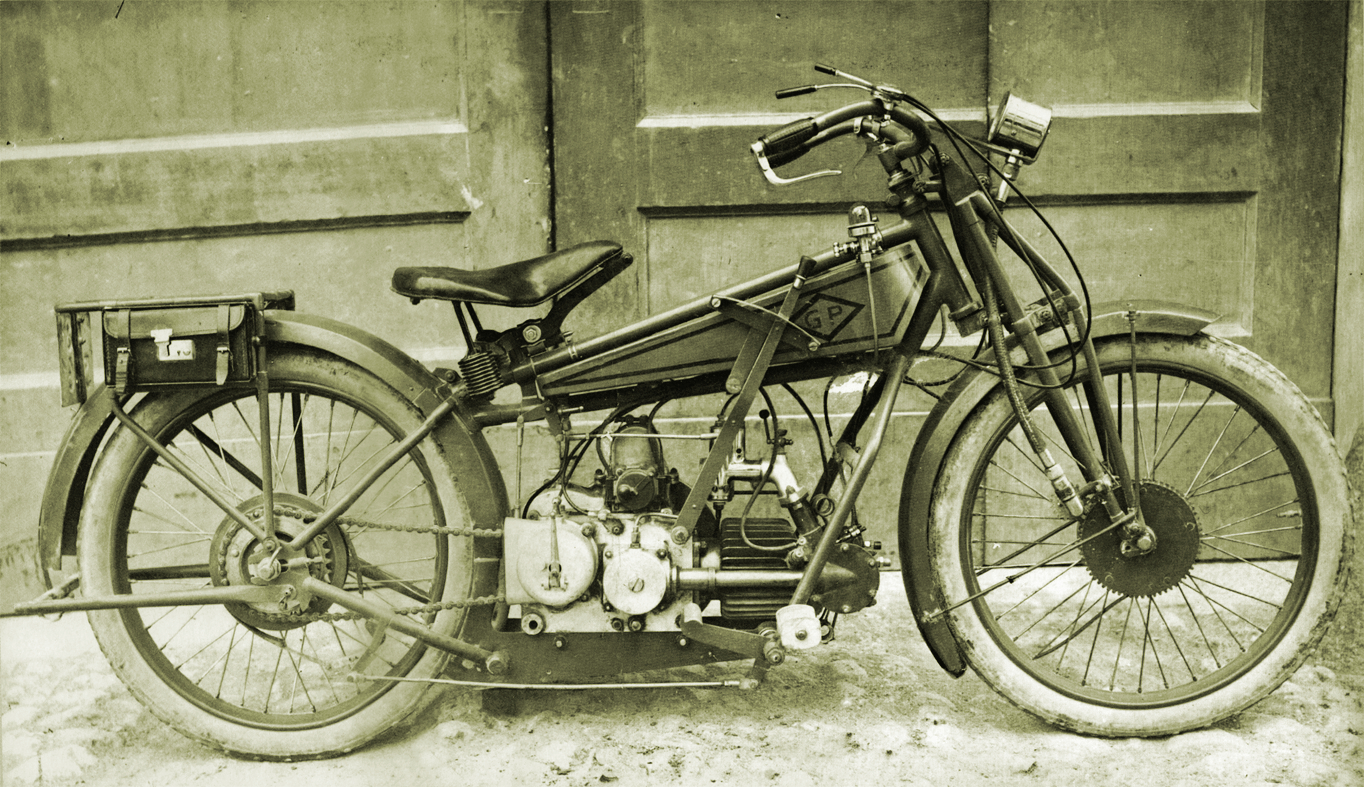
Prototyp G. P. (1919–1920)

Die Moto Guzzi Normale ist das erste Serienmotorrad des italienischen Herstellers Moto Guzzi. Sie wurde von 1921 bis 1924 gebaut.

## Modellgeschichte
1920 baute Carlo Guzzi mit finanzieller Unterstützung seines Kriegskameraden Giorgio Parodi ein Motorrad mit Rohrrahmen und Einzylinder-Viertaktmotor. Der Motor hatte vier Ventile, die von einer obenliegenden Nockenwelle gesteuert wurden. Dieser in dunklem Graugrün lackierte Prototyp wurde G.P. (Guzzi & Parodi) genannt.
Basierend auf dieser Maschine wurde im folgenden Jahr der Typ Normale präsentiert. Der Zylinderkopf dieser ersten Serienmaschine war aus Kostengründen einfacher gestaltet: Er hatte nur noch zwei Ventile, die von einer untenliegenden Nockenwelle gesteuert wurden.
1923 wurde dem ersten Modell die weiterentwickelte Sport zur Seite gestellt. 1924 lief die Fertigung der Normale aus.

## Technik
Motor und Antrieb
Die Normale hat einen luftgekühlten Einzylinder-Viertaktmotor mit liegendem Zylinder und Flachstromvergaser mit Rundschieber, 36 mm Durchlass, ohne Luftfilter. Auf dem linken Stumpf der zweifach gelagerten Kurbelwelle sitzt ein glattflächiges Schwungrad, das außerhalb des Gehäuses läuft. Ein dahinter angebrachtes Stirnrad treibt den Korb der auf der Getriebeeingangswelle montierten Mehrscheiben-Ölbadkupplung an. Das Getriebe hat drei Gänge; geschaltet wird mit einem Hebel rechts am Tank. Eine Kette überträgt die Antriebskraft an das Hinterrad.
Das hängende Auslassventil des Motors wird über eine Stoßstange und einen Kipphebel von der unten liegenden Nockenwelle gesteuert, das stehende Einlassventil direkt (Gegensteuerung). Zum Abstellen des Motors wird die Stoßstange über einen Ventilausheber nach vorn gedrückt, sodass das Auslassventil öffnet. Der Magnetzünder wird über ein Stirnradgetriebe auf der rechten Motorseite angetrieben. Der Zündzeitpunkt muss von Hand verstellt werden.
Das Auspuffrohr ist vernickelt; es wird an der linken Maschinenseite nach hinten gezogen.
Rahmen und Fahrwerk
Die Normale hat einen Doppelschleifen-Rohrrahmen mit ungefederter Aufnahme für das Hinterrad. Das Vorderrad wird in einer Parallelogrammgabel mit Tonnenfeder geführt.
Die Moto Guzzi Normale hat 26-Zoll-Drahtspeichenräder. In das Hinterrad ist eine Halbnaben-Trommelbremse eingebaut. Die Bremse wird wahlweise über einen Fußhebel an der linken Motorseite und ein Gestänge oder über einen Seilzug mit Handhebel am Lenker betätigt.
Tanks
Der Benzintank ist ein sogenannter Stecktank, der zwischen zwei Rahmenrohren „steckt“ und am oberen Rohr befestigt ist. Er hat ein Volumen von 10 Litern, der darunter liegende Öltank fasst 2,5 Liter. Der Öltank ist durch vernickelte Kupferleitungen mit dem Zylinderkopf und der Ölpumpe im Trockensumpf des Motors verbunden.
Werkstoffe
Das Motor-/Getriebegehäuse ist aus Aluminium gefertigt, der Zylinder und der Zylinderkopf aus Grauguss. Rahmen, Parallelogrammgabel, Tank und Schutzbleche sind aus Stahlblech.
Lackierung, Oberflächenbehandlung und Embleme
Die Stahlblechteile der Normale sind olivgrün lackiert. Tanks und Schutzbleche haben eine goldfarbene Linierung. An den Tankseiten der Maschine finden sich goldfarbene Moto-Guzzi-Embleme als Abziehbilder. Die Graugussteile des Motors sind brüniert.

## Technische Daten
| Moto Guzzi Normale    | Moto Guzzi Normale |
| --------------------- | --- |
| Baujahre              | 1921–1924 |
| Motor                 | fahrtwindgekühlter Einzylinder-Viertaktmotor, Kickstarter |
| Ventilsteuerung       | stehendes Auslassventil, über Stoßstange und Kipphebel von unten liegender Nockenwelle gesteuert; hängendes Einlassventil, direkt gesteuert (Gegensteuerung) |
| Bohrung × Hub         | 88 mm × 82 mm |
| Hubraum               | 498,4 cm³ |
| Verdichtung           | 4 : 1 |
| Nennleistung          | 8–8,5 PS (5,9–6,3 kW) bei 3400/min |
| Gemischaufbereitung   | Flachstromvergaser mit Rundschieber, 36 mm Ansaugdurchmesser                                                                                                 |
| Motorschmierung       | Trockensumpfschmierung |
| Zündung               | Magnetzündung |
| Kupplung              | Mehrscheibenkupplung im Ölbad |
| Getriebe              | 3-Gang-Getriebe, handbetätigt |
| Endantrieb            | Kette |
| Rahmen                | Doppelschleifen-Rohrrahmen |
| Maße (L × B × H)      | 2100 mm × 870 mm × 920 mm |
| Radstand              | 1380 mm |
| Radaufhängung vorn    | Parallelogrammgabel mit Tonnenfeder |
| Radaufhängung hinten  | Starrrahmen |
| Bereifung vorn        | 3,00 × 26″ |
| Bereifung hinten      | 3,00 × 26″ |
| Bremse vorn           | keine |
| Bremse hinten         | Halbnaben-Trommelbremse, wahlweise hand- oder fußbetätigt |
| Leergewicht           | 130 kg |
| Tankinhalt            | 10 l |
| Kraftstoffverbrauch   | ca. 3,5 l/100 km |
| Höchstgeschwindigkeit | 85 km/h |

Quelle: 